# Steffen Beck
Steffen Beck (* 19. Oktober 1963) ist ein deutscher Fußballtrainer.

## Werdegang
Beck war von Juli 2002 bis Dezember 2010 in verschiedenen Funktionen bei Blau Weiss Ragow tätig, u. a. als Trainer der Jugendmannschaften sowie Torwart- und Co-Trainer der ersten Männermannschaft. In dieser Zeit absolvierte er die Ausbildung zur Erlangung C-Trainer-Lizenz (Mai 2005) und später auch zur B-Trainer-Lizenz (heute als DFB-Elite-Jugend-Lizenz anerkannt, 2009).
Im Januar 2011 wurde er Cheftrainer der Frauenmannschaft des 1. FC Union Berlin. Mit dem Verein stieg er 2014 in die 2. Frauen-Bundesliga auf, wurde im selben Jahr auch Berliner Pokalsieger und nahm in der Saison 2014/15 am DFB-Pokal der Frauen teil. Nachdem sofortigen Wiederabstieg des Vereins in die Regionalliga Nordost beendete Beck seine Tätigkeit in Berlin im Juni 2015 und wechselte nach Jena. Bei den Thüringern war er ab Juli 2015, zunächst unter Daniel Kraus, später unter Christian Franz-Pohlmann, Co-Trainer der Frauen-Bundesligamannschaft. Nach der Entlassung Franz-Pohlmanns Anfang November 2016 übernahm Beck für zwei Wochen interimsweise den Posten des Cheftrainers, ehe der Verein Katja Greulich verpflichtete. Beck kehrte wieder auf den Co-Trainer-Posten zurück. Ab August 2017 war er auch für die Weiterentwicklung der Strukturen im Jenaer Nachwuchsleistungszentrum betraut. Ebenfalls 2017 absolvierte er die Ausbildung zur Erlangung der A-Trainer Lizenz. Nach dem Abstieg der ersten Frauenmannschaft aus der Frauen-Bundesliga am Ende der Saison 2017/18 und dem Abschied von Greulich aus Jena, beförderte der Verein Steffen Beck zum Cheftrainer des Teams, das in der Saison 2018/19 in der neuen eingleisigen 2. Fußball-Bundesliga der Frauen startete. Dort gelang Beck mit dem Verein der sofortige Wiederaufstieg in die Frauen-Bundesliga.
Zur Saison 2019/20 wechselte Beck zum VfL Wolfsburg, wo er Cheftrainer der U20-Frauen-Mannschaft und sportlicher Leiter des Nachwuchszentrums wurde. In Jena folgt ihm Christopher Heck auf dem Posten des Cheftrainers nach. Nach zwei Spielzeiten kehrte er 2022 nach Jena zurück. Beck unterschrieb am 6. Mai 2022 einen Vertrag als Chef-Trainer des Frauen-Bundesliga-Absteigers FC Carl Zeiss Jena. Kurz nach der Winterpause wurde er im Februar 2023 von seinen Aufgaben entbunden. Anschließend übernahm er den Trainerposten der ersten Männermannschaft beim Thüringenligisten SV Schott Jena.